# 結城町
結城町（ゆうきちょう）は、福井県敦賀市の町域。郵便番号は914-0064.

## 概要
市の中心部、笙の川東岸下流域に位置する。
南から時計回りに同市三島町, 松栄町, 川崎町, 相生町, 神楽町に隣接する。

## 交通
鉄道は通っておらず、JR北陸本線・小浜線敦賀駅が最寄りとなる。

### 道路
- 福井県道33号佐田竹波敦賀線

### バス
敦賀市コミュニティバスが通っており、以下の路線・停留所が利用可能。
- 常宮線 - 「市立病院前」・「神楽2丁目」
- 海岸線 - 「松栄町」・「川崎町」・「相生町」

## 施設
- 敦賀市立敦賀西小学校
- 敦賀結城郵便局
- 真願寺
- 闇加川遊園地